# 丘のむこうに
「丘のむこうに」 (おかのむこうに、Over the Hills and Far Away) は、イギリスのロックグループ、レッド・ツェッペリンの楽曲。1973年、彼らの第5作アルバム『聖なる館』のA面3曲目に収められて発表された。作詞作曲はジミー・ペイジとロバート・プラント。レコードでの演奏時間は約4分50秒。

## 概要
多様なギターの音色を活かした、緻密なアレンジの施された曲。アコースティック・ギターの静かなリフに始まり、アコースティック12弦ギター、ソフトなヴォーカルが順次加わる。ここにエレクトリックギター、エレクトリックベース、ドラムスが加わることで一転してハードロック風の曲調になり、プラントは高音のシャウトを聴かせる。やがてアンサンブルはフェイドアウトし、クラビネットのアルペジオで静かに結ばれる。
ペイジによれば、レコーディングに当っては、完成時のアレンジとは逆にまずエレクトリックパートを録音し、後からアコースティック・ギターがオーバーダビングされたとのことである。
ギターワールド誌が選ぶ「偉大なる12弦ギターソング」で、3位に選ばれている。

## ステージ・パフォーマンス
『聖なる館』の発売に先立って、1972年のアメリカツアーで初演。これ以降1979年まで基本的に常にセットリストに含まれていた。1977年のツアーでは「死にかけて」（In My Time of Dying）の差替え曲として演奏されている。ライヴにおいてプラントはしばしばギターソロ直前の「a pocketful of gold」という歌詞の後に続けて「Acapulco Gold」（アカプルコ産のマリファナ）というアドリブを入れた。